# Сен-Мезар
Сен-Меза́р (фр. Saint-Mézard) — коммуна во Франции, находится в регионе Юг — Пиренеи. Департамент — Жер. Входит в состав кантона Лектур. Округ коммуны — Кондом.
Код INSEE коммуны — 32396.

## География
Коммуна расположена приблизительно в 560 км к югу от Парижа, в 90 км северо-западнее Тулузы, в 45 км к северу от Оша.
На востоке коммуны протекает река Жер.

## Климат
Климат умеренно-океанический. Лето жаркое и немного дождливое, температура часто превышает 35 °С. Зимой часто бывает отрицательная температура и ночные заморозки. Годовое количество осадков — 700—900 мм.

## Население
Население коммуны на 2010 год составляло 214 человек.
| 1962 | 1968 | 1975 | 1982 | 1990 | 1999 | 2010 |
| ---- | ---- | ---- | ---- | ---- | ---- | ---- |
| 327  | 314  | 251  | 236  | 238  | 202  | 214  |

## Администрация
| Период | Период | Фамилия | Партия | Примечания |
| ------ | ------ | ------- | ------ | ---------- |
| 2001   | 2020   | Серж Ру |        |            |

## Экономика
В 2010 году среди 126 человек трудоспособного возраста (15-64 лет) 84 были экономически активными, 42 — неактивными (показатель активности — 66,7 %, в 1999 году было 72,3 %). Из 84 активных жителей работали 77 человек (39 мужчин и 38 женщин), безработных было 7 (5 мужчин и 2 женщины). Среди 42 неактивных 12 человек были учениками или студентами, 16 — пенсионерами, 14 были неактивными по другим причинам.

## Фотогалерея

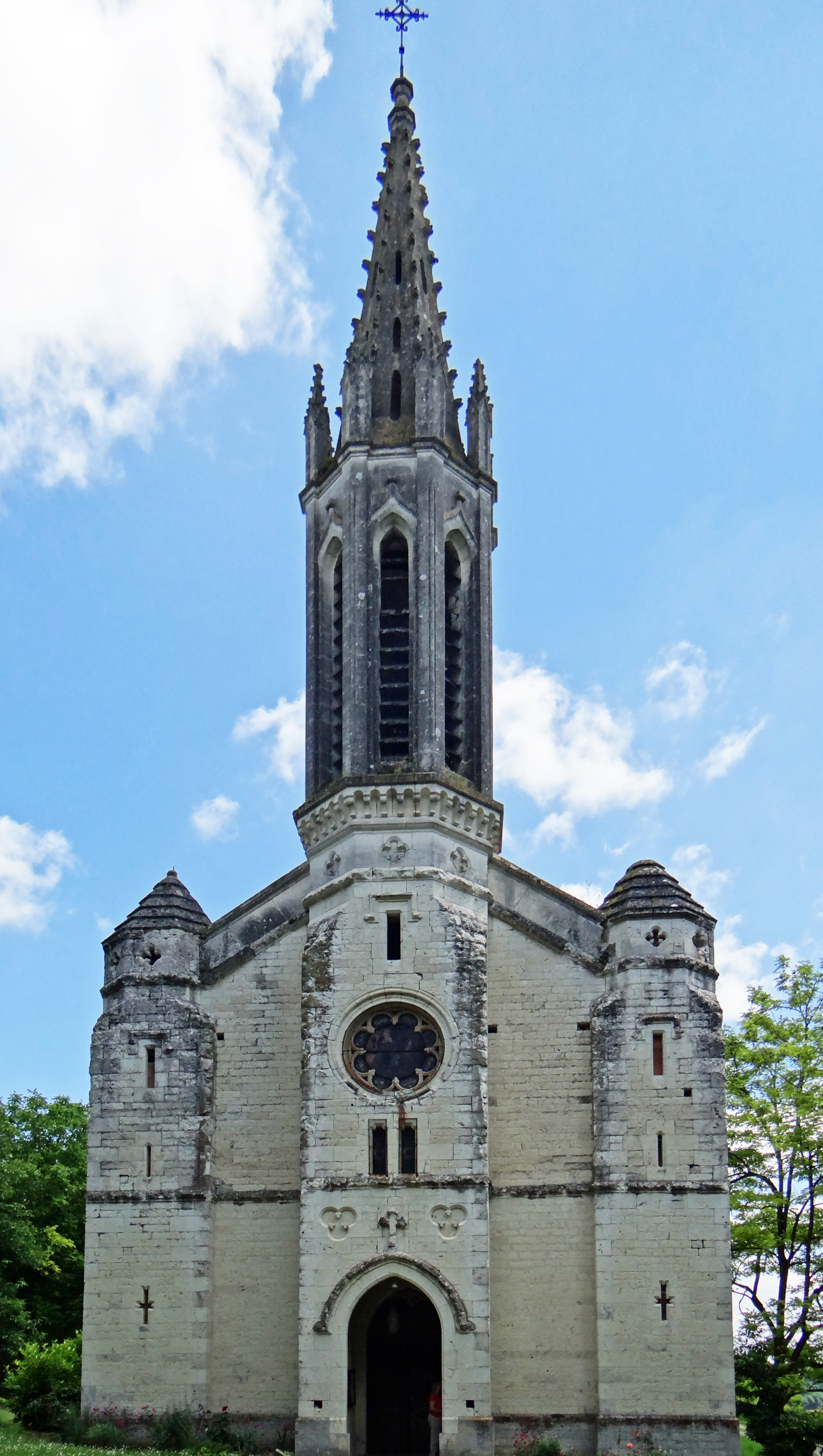
Часовня Нотр-Дам-д’Эскло
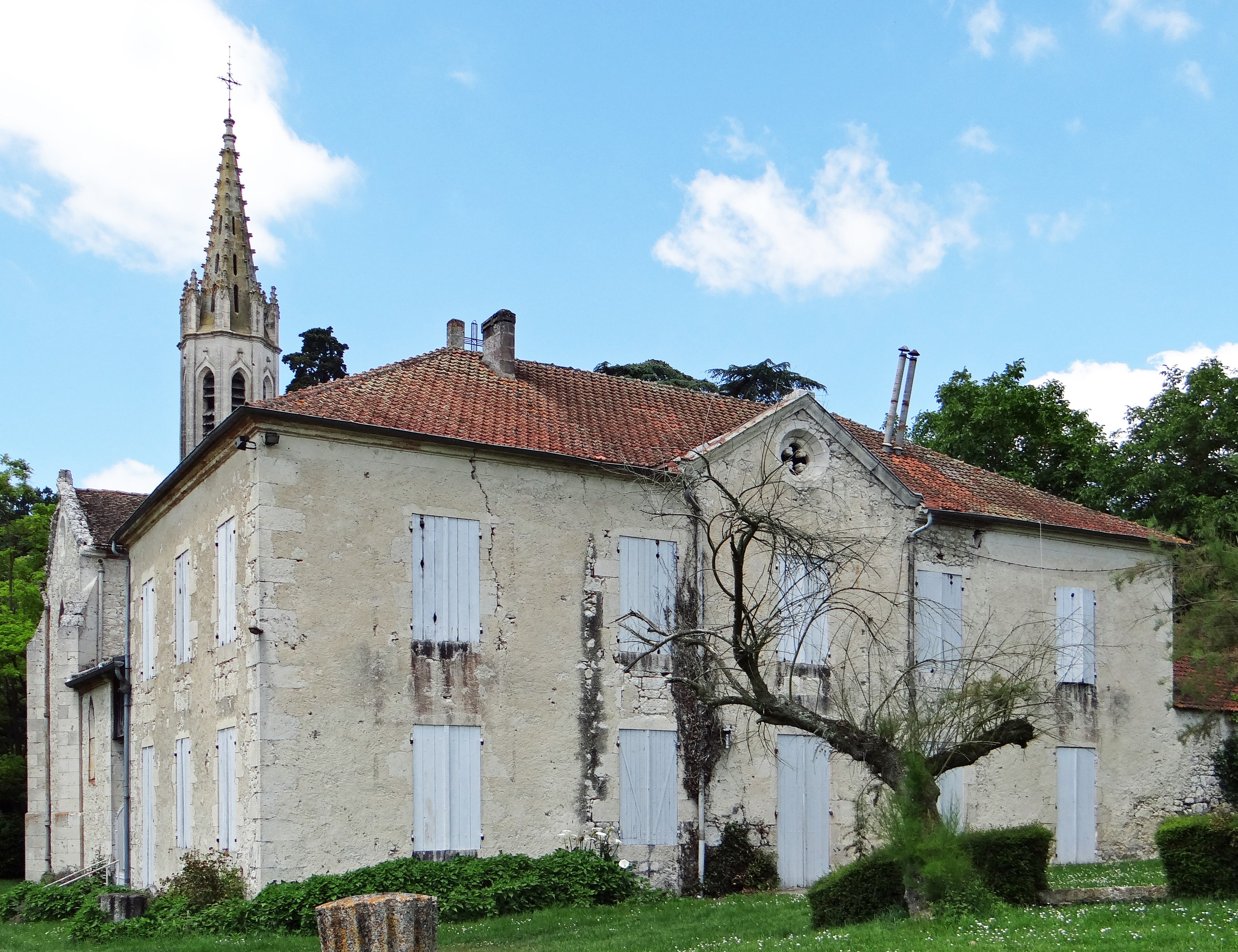
Часовня Нотр-Дам-д’Эскло
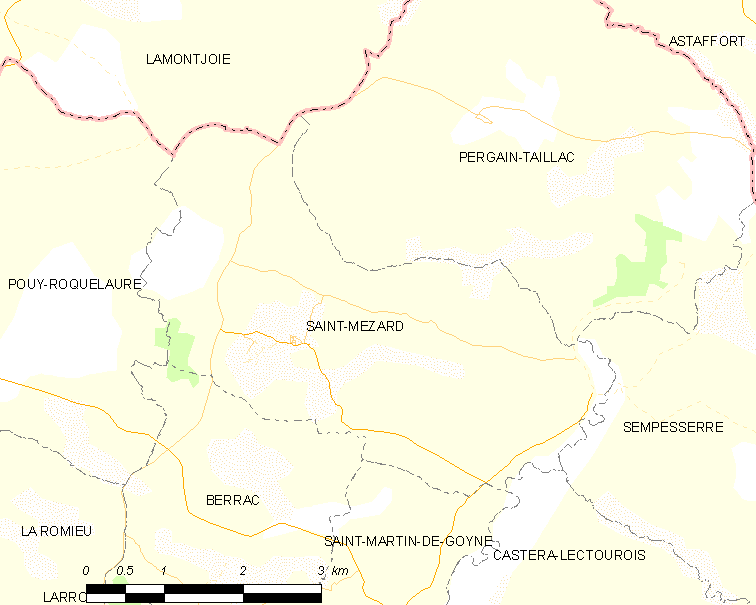
Карта коммуны